# Rugby Canada
Rugby Canada (RC; französisch Fédération canadienne de rugby à XV) ist der nationale Dachverband für Rugby Union und Siebener-Rugby in Kanada. Der im Jahr 1974 gegründete Verband hat seinen Sitz in Richmond Hill, Ontario. Seit 1987 vertritt er Kanada beim Weltverband World Rugby und seit 2001 beim Kontinentalverband Rugby Americas North.

## Aufgabe
Rugby Canada stellt die Kanada vertretenden Nationalmannschaften, einschließlich der für die Männer, Frauen und Jugend, zusammen. Canada A bildet die zweite Mannschaft Kanadas und nahm bis 2016 an der Americas Rugby Championship teil, bevor man zur World Rugby Americas Pacific Challenge wechselte. Daneben organisiert der Verband das Kinder- und Jugend-Rugby in Kanada. Kinder und Jugendliche werden bereits in der Schule an den Rugbysport herangeführt und je nach Interesse und Talent beginnt dann die Ausbildung. Wie andere Rugbynationen verfügt Kanada über eine U-20-Nationalmannschaft, die an den entsprechenden Weltmeisterschaften teilnimmt. Ebenso ist Rugby Canada verantwortlich für die kanadische Siebener-Rugby-Nationalmannschaft und da Siebener-Rugby eine olympische Sportart ist, arbeitet es hier mit dem Canadian Olympic Committee zusammen.
An der professionellen Major League Rugby, die überwiegend Mannschaften aus den USA umfasst, beteiligt sich seit 2019 mit den Toronto Arrows auch ein kanadisches Team. Ein Großteil der für die Nationalmannschaft antretenden Spieler speist sich seitdem aus dieser Liga, weitere Spieler sind vor allem in Frankreich tätig. Daneben existieren die Amateurmeisterschaften der zehn Provinzverbände, wobei jene in British Columbia am stärksten einzustufen ist. Von 2009 bis 2018 existierte mit der Canadian Rugby Championship eine gesamtkanadische Amateurmeisterschaft, in der vier regionale Auswahlteams gegeneinander antraten.
Rugby Canada richtet auch regelmäßig internationale Turniere aus. So waren sie Gastgeber der Frauen-Rugby-Union-Weltmeisterschaft im Jahr 2006. Außerdem werden die Canada Sevens jährlich im BC Place Stadium in Vancouver ausgetragen.

## Geschichte

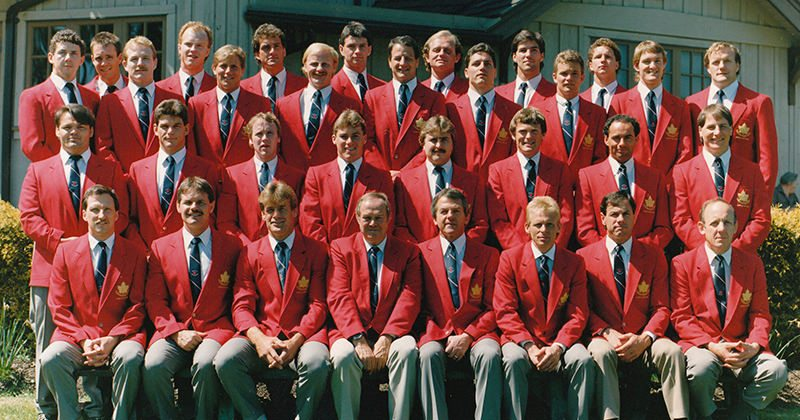
Die kanadische Nationalmannschaft bei der Weltmeisterschaft 1987

1929 wurde mit der Rugby Union of Canada der erste nationale Verband gegründet. Die Rugby Union of Canada wurde 1965 neu gegründet und benannte sich 1967 in Canadian Rugby Union um; heute tritt der nationale Verband unter dem Namen Rugby Canada auf. Der kanadische Verband wurde 1987, kurz vor der ersten Weltmeisterschaft, Vollmitglied des International Rugby Football Board (IRFB, heute World Rugby). Rugby Canada ist außerdem Gründungsmitglied der North America and West Indies Rugby Association (NAWIRA, heute Rugby Americas North), die 2001 entstand, als Kanada und die USA der West Indies Rugby Association beitraten.

## Logo
Das Logo des Verbandes Rugby Canada zeigt ein elfzackiges Zuckerahornblatt (Acer saccharum) in den Nationalfarben weiß und rot, entlehnt von der Flagge Kanadas, mit dem Schriftzug Rugby darauf. Die Spitznamen der Nationalmannschaften lauten Canucks, entlehnt von der umgangssprachlichen Bezeichnung für Kanadier, und Les Rouges (französisch „die Roten“), abgeleitet von der Trikotfarbe.